# Jamajka na Letních olympijských hrách 1980
Jamajka se účastnila Letní olympiády 1980 v Moskvě. Zastupovalo ji 23 sportovců.

## Medailisté
| Medaile | Jméno            | Sport      | Soutěž                  |
| ------- | ---------------- | ---------- | ----------------------- |
| Bronz   | Merlene Otteyová | Atletika   | Ženy běh na 200 m       |
| Bronz   | Donald Quarrie   | Atletika   | Muži běh na 200 m       |
| Bronz   | David Weller     | Cyklistika | 1000 m s pevným startem |